# Distrito judicial de Lima
El distrito judicial de Lima es una división administrativa del Poder Judicial del Perú. Es la división más importante por cuando comprende dentro de su jurisdicción a gran parte de la ciudad de Lima, capital del Perú. Es por ello, que es el distrito judicial más grande del país en términos de carga procesal y número de órganos jurisdiccionales (salas superiores, juzgados especializados y juzgados de paz letrados) los mismos que, en total, son 371.

## Historia
Con la creación del Poder Judicial se estableció que el segundo nivel organizativo estaría conformado por las Cortes Superiores de Justicia las mismas que tendrían competencia territorial sobre el departamento de su sede. Sin embargo, en 1991, la Ley Orgánica del Poder Judicial estableció en su  artículo 36 que la competencia de cada Corte Superior estaría determinada por un distrito judicial y que estos podrían ser creados y suprimidos por el Consejo Ejecutivo del Poder Judicial en atención a una eficaz administración de justicia y en función de áreas de geografía uniforme, concentración de grupos humanos de idiosincrasia común, volúmenes demográficos rural y urbano, movimiento judicial y la existencia de vías de comunicación y medios de transporte. Es decir, se deja de lado la equivalencia con la organización política del país y se sustenta estrictamente en factores geográficos y estadísticos.
En esa misma oportunidad, la quinta disposición transitoria de la LOPJ estableció que el distrito judicial de Lima, que inicialmente se correspondía con el departamento de Lima debería ser, en los cinco años siguientes, dividido en no menos de dos ni más de cinco distritos judiciales debido a su tamaño y al volumen de la carga procesal.
En virtud de dicha orden, se crearon los distritos judiciales de Huaura, Cañete, Lima Norte, Lima Sur y Lima Este.

## Jurisdicción
En la actualidad, la Corte Superior de Justicia de Lima tiene como ámbito de competencia a la mayoría de los distritos de la provincia de Lima con excepción de aquellos que pertenecen a los distritos judiciales de Lima Norte, Lima Sur y Lima Este.

## Conformación
El distrito judicial de Lima, es la Corte más grande del país, al contar con 371 órganos jurisdiccionales en sus diversas sedes descentralizadas. En ese número se incluyen 4 salas civiles, 7 salas contencioso administrativo (2 de ellas con subespecialidad tributaria y aduanera), 2 salas civiles con subespecialidad comercial, 4 salas penales reos libres, 4 salas penales reos en cárcel, 3 salas penales liquidadoras, 3 sala penal de apelaciones, 10 salas laborales, 1 sala laboral transitoria, 2 salas de Familia, 2 salas constitucionales, 3 juzgados de Flagrancia, 8 juzgados de Investigación preparatoria, 3 juzgados unipersonales, 42 juzgados civiles, 10 Juzgados constitucionales, 17 juzgados contencioso administrativo, 8 juzgados contencioso administrativo transitorios, 17 juzgados civiles con subespecialidad comercial, 59 juzgados penales, 34 juzgados especializados de trabajo, 21 juzgados de familia, 15 juzgados mixtos y 90 Juzgados de paz letrado.

## Sedes
Los órganos jurisdiccionales de este distrito judicial están distribuidos en la ciudad de Lima. Sin embargo, el principal es el edificio Alzamora Valdez, sede de la Presidencia de la Corte Superior de Justicia de Lima. Adicionalmente, se cuentan las sedes Anselmo Barreto, Puno – Carabaya, Backus, Custer, Mansilla y El Progreso, ubicados en el centro histórico de Lima, la sede de juzgados comerciales y la sede La Mar en el distrito de Miraflores, la sede Alimar en el distrito de San Isidro y la sede Arnaldo Márquez en el distrito de Jesús María.
Asimismo, se cuentan las sedes de juzgados de paz letrados en los distritos de Barranco, Miraflores, Breña, Jesús María, Magdalena del Mar, Rímac, San Luis, San Miguel, Surco-San Borja y Surquillo.